# National Hockey League 1922/1923

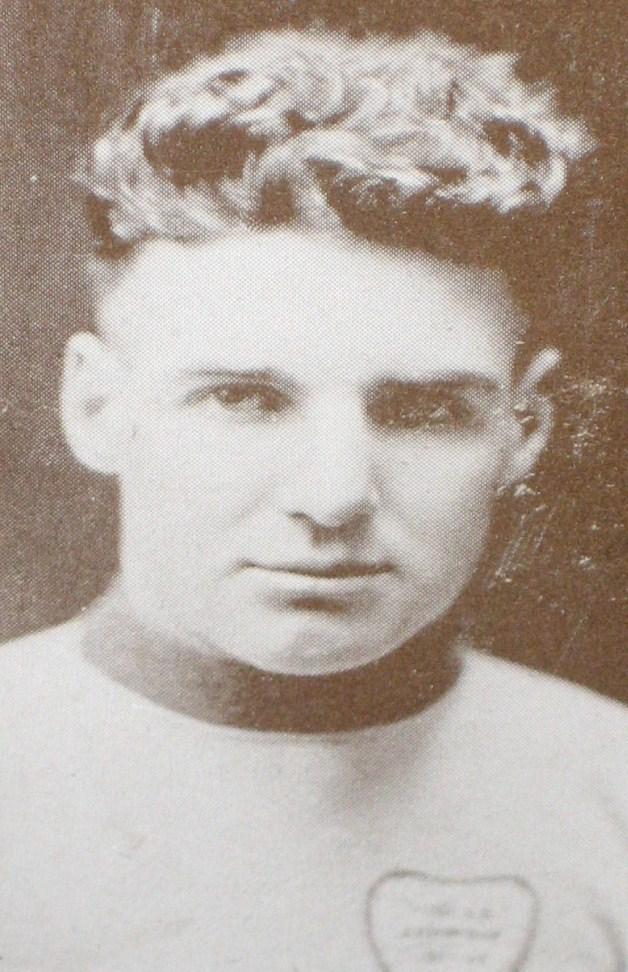
Toronto St. Patricks Cecil "Babe" Dye vann poängligan under säsongen med sina 37 poäng.

National Hockey League 1922/1923 var den sjätte säsongen av NHL. Fyra lag spelade 24 matcher var i grundserien innan spelet om Stanley Cup inleddes den 7 mars 1923. Stanley Cup vanns av Ottawa Senators som tog sin tionde titel efter finalseger mot Edmonton Eskimos med 2-0 i matcher. Edmonton Eskimos fick spela om Stanley Cup efter vinst i WCHL.

## Grundserien 1922/1923
Not: SM = Spelade matcher, V = Vunna, O = Oavgjorda, F = Förlorade, GM = Gjorda mål, IM = Insläppta mål, P = Poäng, MSK = Målskillnad
- Lag i grönt till NHL-final
- Lag i rött hade spelat klart för säsongen

| Grundserien          | SM | V  | O | F  | GM | IM  | P  | MSK |
| -------------------- | -- | -- | - | -- | -- | --- | -- | --- |
| Ottawa Senators      | 24 | 14 | 1 | 9  | 77 | 54  | 29 | +23 |
| Montreal Canadiens   | 24 | 13 | 2 | 9  | 73 | 61  | 28 | +12 |
| Toronto St. Patricks | 24 | 13 | 1 | 10 | 82 | 88  | 27 | -6  |
| Hamilton Tigers      | 24 | 6  | 0 | 18 | 81 | 110 | 12 | -29 |

## Poängligan 1922/1923
Not: SM = Spelade matcher, M = Mål, A = Assists, P = Poäng
| Spelare          | Lag                  | SM | M  | A  | P  |
| ---------------- | -------------------- | -- | -- | -- | -- |
| Cecil "Babe" Dye | Toronto St Patricks  | 22 | 26 | 11 | 37 |
| Cy Denneny       | Ottawa Senators      | 24 | 23 | 11 | 34 |
| Billy Boucher    | Montreal Canadiens   | 24 | 24 | 7  | 31 |
| Jack Adams       | Toronto St. Patricks | 23 | 19 | 9  | 28 |
| Mickey Roach     | Hamilton Tigers      | 24 | 17 | 10 | 27 |
| Odie Cleghorn    | Montreal Canadiens   | 24 | 19 | 6  | 25 |
| Georges Boucher  | Ottawa Senators      | 24 | 14 | 9  | 23 |
| Reg Noble        | Toronto St Patricks  | 24 | 12 | 11 | 23 |
| Cully Wilson     | Hamilton Tigers      | 23 | 16 | 5  | 21 |
| Aurèle Joliat    | Montreal Canadiens   | 24 | 12 | 9  | 21 |

## Slutspelet 1923
Ettan och tvåan i serien spelade final i bäst av två matcher där den som gjort mest mål fick spela Stanley Cup-semifinal. Semifinalen spelades mot vinnaren i PCHA i bäst av fem matcher där vinnaren fick spela Stanley Cup-final mot vinnaren i WCHL. Finalen spelades i bäst av tre matcher.

### NHL-final
Ottawa Senators vs. Montreal Canadiens
Ottawa Senators vann serien med 3-2 i målskillnad.

### Stanley Cup-semifinal
Vancouver Maroons vs. Ottawa Senators
Ottawa Senators vann semifinalserien med 3-1 i matcher

## Stanley Cup-final
Edmonton Eskimos vs. Ottawa Senators
Ottawa Senators vann serien med 2-0 i matcher

## Slutspelets poängliga
Not: SM = Spelade matcher; M = Mål; A = Assists; P = Poäng
| Spelare         | Lag             | SM | M | A | P |
| --------------- | --------------- | -- | - | - | - |
| Punch Broadbent | Ottawa Senators | 8  | 6 | 1 | 7 |

## Vinnare av NHL
| O'Brien Trophy: Ottawa Senators |